# Campeonato Mundial de Halterofilia de 1985
El LIX Campeonato Mundial de Halterofilia se celebró en Södertälje (Suecia) entre el 23 de agosto y el 1 de septiembre de 1985 bajo la organización de la Federación Internacional de Halterofilia (IWF) y la Federación Sueca de Halterofilia.
En el evento participaron 195 halterófilos de 38 federaciones nacionales afiliadas a la IWF.

## Medallistas
| Evento  | Oro                                            | Plata                              | Bronce                               |
| ------- | ---------------------------------------------- | ---------------------------------- | ------------------------------------ |
| 52 kg   | Sevdalin Marinov Bulgaria 252,5                | Zeng Guoqiang China 242,5          | Bernard Piekorz · Polonia · 237,5    |
| 56 kg   | Neno Terziski Bulgaria 280,0                   | Oksen Mirzoyan URSS 280,0          | He Yingqiang China 270,0             |
| 60 kg   | Naim Suleimanov Bulgaria 322,5                 | Yurik Sarkisian URSS 307,5         | Andreas Letz RDA 297,5               |
| 67,5 kg | Mijail Petrov Bulgaria 335,0                   | Veselin Galabarov Bulgaria 330,0   | Yao Jingyuan China 315,0             |
| 75 kg   | Alexandar Varbanov Bulgaria 370,0              | Mincho Pashov Bulgaria 357,5       | Andrei Socaci Rumania 355,0          |
| 82,5 kg | Yurik Vardanian URSS 397,5                     | Asen Zlatev Bulgaria 392,5         | László Király · Hungría · 375,0      |
| 90 kg   | Anatoli Jrapaty URSS Viktor Solodov URSS 412,5 | —                                  | Piotr Krukowski · Polonia · 392,5    |
| 100 kg  | Andor Szanyi · Hungría · 415,0                 | Pavel Kuznetsov URSS 407,5         | Nicu Vlad Rumania 405,0              |
| 110 kg  | Yuri Zajarevich URSS 422,5                     | Miloš Čiernik Checoslovaquia 397,5 | Norberto Oberburger · Italia · 397,5 |
| +110 kg | Antonio Krastev Bulgaria 437,5                 | Alexandr Guniashev URSS 432,5      | Manfred Nerlinger RFA 422,5          |

1. 1 2 3  Arrancada (kg) + dos tiempos (kg) = total olímpico (kg).

## Medallero
| Núm. | País           | Oro | Plata | Bronce | Total |
| ---- | -------------- | --- | ----- | ------ | ----- |
| 1    | Bulgaria       | 6   | 3     | 0      | 9     |
| 2    | URSS           | 4   | 4     | 0      | 8     |
| 3    | Hungría        | 1   | 0     | 1      | 2     |
| 4    | China          | 0   | 1     | 2      | 3     |
| 5    | Checoslovaquia | 0   | 1     | 0      | 1     |
| 6    | Rumania        | 0   | 0     | 2      | 2     |
| 6    | Polonia        | 0   | 0     | 2      | 2     |
| 8    | RDA            | 0   | 0     | 1      | 1     |
| 8    | RFA            | 0   | 0     | 1      | 1     |
| 8    | Italia         | 0   | 0     | 1      | 1     |
|      | TOTAL          | 11  | 9     | 10     | 30    |